# Czerwiec 2006 w sporcie
Zobacz też: Czerwiec 2006 · Zmarli w czerwcu 2006 · Czerwiec 2006 w Wikinews

## 30 czerwca
- Tenis – Wimbledon 2006
  - Agnieszka Radwańska w III rundzie turnieju w Wimbledonie pokonała 6:3, 6:2 Tamarine Tanasugarn z Tajlandii i awansowała do 1/8 finału. Kolejną rywalką Radwańskiej będzie wiceliderka rankingu WTA, Belgijka Kim Clijsters. Przed dwoma tygodniami tenisistka z Krakowa triumfowała w wielkoszlemowym turnieju juniorek – Roland Garros, co pozwoliło jej – jako pierwszej Polce w historii rankingu ITF – awansować na pierwsze miejsce w klasyfikacji juniorek.
- Mistrzostwa Świata w Piłce Nożnej 2006
  - Ćwierćfinał:  Niemcy –  Argentyna 1:1, k. 4:2.
  - Ćwierćfinał:  Włochy –  Ukraina 3:0.
- Piłka nożna – mecze towarzyskie:
  -  Seszele –  Tanzania 2:1.
- Piłka nożna
  - Po 9 latach przerwy do polskiej ligi wraca Tomasz Hajto, były środkowy obrońca piłkarskiej reprezentacji. 33-letni zawodnik zdecydował się na grę w Lechu Poznań prowadzonym przez Franciszka Smudę.
- Memoriał Huberta Jerzego Wagnera w siatkówce mężczyzn
  -  Egipt –  Norwegia 3:0 (25:19, 25;19, 25:18).
  -  Polska B – Portugalia 1:3 (20:25, 20:25, 25:22, 18:25).
  -  Kuba –  Kanada 0:3 (25:22, 25:18, 25:23).
  -  Polska A –  Włochy 3:1 (25:20, 25:21, 21:25, 25:16).
- Kolarstwo szosowe
  - Z udziału w tegorocznym Tour de France wykluczeni zostali tacy kolarze jak Ivan Basso, Jan Ullrich, Francisco Mancebo czy Oscar Sevilla. Ma to związek z aferą dopingową, która rozpętała się w Hiszpanii.

## 29 czerwca
- Memoriał Huberta Jerzego Wagnera w siatkówce mężczyzn
  -  Polska A –  Egipt 3:0 (25:15, 25:23, 25:18).
  -  Kuba –  Portugalia 3:0 (25:16, 25:21, 25:22).
  -  Polska B –  Kanada 1:3 (14:25, 23:25, 21:25, 24:26).
  -  Włochy –  Norwegia 3:1 (27:25, 25:12, 18:25, 25:19).

## 28 czerwca
- Piłka nożna
  - Reprezentant Polski Ireneusz Jeleń podpisał kontrakt z klubem francuskiej ekstraklasy AJ Auxerre.
- Piłka nożna – mecze towarzyskie:
  -  Seszele –  Mauritius 2:1.
- Memoriał Huberta Jerzego Wagnera w siatkówce mężczyzn
  -  Polska A –  Norwegia 3:1 (25:18, 25:17, 19:25, 25:19).
  -  Kanada –  Portugalia 2:3 (25:23; 25:18; 16:25; 31:33; 15:12).
  -  Włochy –  Egipt 3:2 (25:22, 23:25, 21:25, 25:21, 15:11).
  -  Polska B –  Kuba 3:1 (20:25, 25:22, 25:21, 25:21).

## 27 czerwca
- Mistrzostwa Świata w Piłce Nożnej 2006
  - 1/8 finału:  Brazylia –  Ghana 3:0.
  - 1/8 finału:  Hiszpania –  Francja 1:3.

## 26 czerwca
- Mistrzostwa Świata w Piłce Nożnej 2006
  - 1/8 finału:  Włochy –  Australia 1:0.
  - 1/8 finału:  Szwajcaria –  Ukraina 0:0, k. 0:3.
- Piłka nożna – mecze towarzyskie:
  -  Mauritius –  Tanzania 1:2,
  -  Seszele –  Południowa Afryka 0:3.

## 25 czerwca
- Mistrzostwa Świata w Piłce Nożnej 2006
  - 1/8 finału:  Anglia –  Ekwador 1:0.
  - 1/8 finału:  Portugalia –  Holandia 1:0.
- Piłka nożna – mecze towarzyskie:
  -  Suazi –  Zimbabwe 1:2,
  -  Malawi –  Mozambik 2:1.

## 24 czerwca
- Mistrzostwa Świata w Piłce Nożnej 2006
  - 1/8 finału:  Niemcy –  Szwecja 2:0.
  - 1/8 finału:  Argentyna –  Meksyk 1:1 po dogr. 2:1.
- Piłka nożna – mecze towarzyskie:
  -  Mozambik –  Suazi 4:0,
  -  Malawi –  Zimbabwe 1:1.
- Kolarstwo szosowe
  - Mistrzostwa Polski – wyścig kobiet ze startu wspólnego: Zwyciężczynią została dość niespodziewanie zawodniczka MTB, Maja Włoszczowska wygrywając z Pauliną Brzeźną na finiszu 120-kilometrowego wyścigu. Brązowy medal zdobyła Anna Szafraniec, również zawodniczka MTB.

## 23 czerwca
- Mistrzostwa Świata w Piłce Nożnej 2006
  - Grupa H:  Arabia Saudyjska –  Hiszpania 0:1.
  - Grupa H:  Ukraina –  Tunezja 1:0.
  - Grupa G:  Togo –  Francja 0:2.
  - Grupa H:  Szwajcaria –  Korea Południowa 2:0.

## 22 czerwca
- Mistrzostwa Świata w Piłce Nożnej 2006
  - Grupa E:  Czechy –  Włochy 0:2.
  - Grupa E:  Ghana –  Stany Zjednoczone 2:1.
  - Grupa F:  Japonia –  Brazylia 1:4.
  - Grupa F:  Chorwacja –  Australia 2:2
- Zimowe Igrzyska Olimpijskie 2014
  - Na posiedzeniu w Lozannie Międzynarodowy Komitet Olimpijski dokonał wyboru trzech miast, które będą walczyc o organizację zimowych igrzysk w 2014 roku, będą to Salzburg, Soczi i Pjongczang.
- Kolarstwo szosowe
  - Mistrzostwa Polski: Mistrzem Polski w jeździe na czas został Piotr Mazur, jeżdżący na co dzień w ekipie ProTour, Saunier Duval-Prodir. Drugi, ze stratą 1:56 był Łukasz Bodnar z Intel-Action, a z trzecim czasem wjechał na metę zawodnik Knauf Team, Jarosław Rębiewski.

## 21 czerwca
- Mistrzostwa Świata w Piłce Nożnej 2006
  - Grupa D:  Meksyk –  Portugalia 1:2.
  - Grupa D:  Iran –  Angola 1:1.
  - Grupa C:  Holandia –  Argentyna 0:0.
  - Grupa C:  Wybrzeże Kości Słoniowej –  Serbia i Czarnogóra 3:2.

## 20 czerwca
- Mistrzostwa Świata w Piłce Nożnej 2006
  - Grupa A:  Kostaryka –  Polska 1:2.
  - Grupa A:  Niemcy –  Ekwador 3:0.
  - Grupa B:  Paragwaj –  Trynidad i Tobago 2:0.
  - Grupa B:  Szwecja –  Anglia 2:2.
- Koszykówka
  - Finał NBA: Dallas Mavericks – Miami Heat 92:95 (gracz meczu Dwyane Wade). Tytuł mistrzowski w tym roku zdobyła Miami Heat.

## 19 czerwca
- Mistrzostwa Świata w Piłce Nożnej 2006
  - Grupa G:  Togo –  Szwajcaria 0:2.
  - Grupa H:  Arabia Saudyjska –  Ukraina 0:4.
  - Grupa H:  Hiszpania –  Tunezja 3:1.
- Akrobatyka sportowa
  - Początek Mistrzostw Świata w miejscowości Coimbra, w Portugalii. Zawody trwały do 25 czerwca.

## 18 czerwca
- Mistrzostwa Świata w Piłce Nożnej 2006
  - Grupa F:  Japonia –  Chorwacja 0:0.
  - Grupa F:  Brazylia –  Australia 2:0.
  - Grupa G:  Francja –  Korea Południowa 1:1.
- Piłka nożna
  - Baraże o Ekstraklasę: Arka Gdynia – Jagiellonia Białystok 2:1.
- Koszykówka
  - Finał NBA: Miami Heat – Dallas Mavericks 101:100 (gracz meczu Dwyane Wade).
- Kolarstwo szosowe
  - Tour de Suisse: Ostatni etap jazdy na czas wygrał Niemiec Jan Ullrich zapewniając sobie tym samym drugie zwycięstwo w całym wyścigu.
  - Czasówka drużynowa UCI ProTour: Wyścig wygrała Team CSC przed Discovery Channel Pro Cycling Team i drużyną Gerolsteiner.

## 17 czerwca
- Mistrzostwa Świata w Piłce Nożnej 2006
  - Grupa D:  Portugalia –  Iran 2:0.
  - Grupa E:  Czechy –  Ghana 0:2.
  - Grupa E:  Włochy –  Stany Zjednoczone 1:1.

## 16 czerwca
- Mistrzostwa Świata w Piłce Nożnej 2006
  - Grupa C:  Argentyna –  Serbia i Czarnogóra 6:0.
  - Grupa C:  Holandia –  Wybrzeże Kości Słoniowej 2:1.
  - Grupa D:  Meksyk –  Angola 0:0.
- Piłka ręczna
  - Reprezentacja Polski awansowała do finałów mistrzostw świata 2007 po zwycięstwie nad Grecją 29:20 (12:6). Mistrzostwa świata zostaną rozegrane w Niemczech w styczniu i lutym 2007.

## 15 czerwca
- Mistrzostwa Świata w Piłce Nożnej 2006
  - Grupa A:  Ekwador –  Kostaryka 3:0.
  - Grupa B:  Anglia –  Trynidad i Tobago 2:0.
  - Grupa B:  Szwecja –  Paragwaj 1:0.
- Koszykówka
  - Finał NBA: Miami Heat – Dallas Mavericks 98:74 (gracz meczu Dwyane Wade).

## 14 czerwca
- Mistrzostwa Świata w Piłce Nożnej 2006
  - Grupa H:  Tunezja –  Arabia Saudyjska 2:2.
  - Grupa H:  Hiszpania –  Ukraina 4:0.
  - Grupa A:  Niemcy –  Polska 1:0.
- Piłka nożna
  - Baraże o Ekstraklasę: Jagiellonia Białystok – Arka Gdynia 0:2.

## 13 czerwca
- Mistrzostwa Świata w Piłce Nożnej 2006
  - Grupa G:  Korea Południowa –  Togo 2:1.
  - Grupa G:  Francja –  Szwajcaria 0:0.
  - Grupa F:  Brazylia –  Chorwacja 1:0.
- Finał NBA: Miami Heat – Dallas Mavericks 98:96 (gracz meczu Dwyane Wade).

## 12 czerwca
- Mistrzostwa Świata w Piłce Nożnej 2006
  - Grupa F:  Australia –  Japonia 3:1.
  - Grupa E:  Stany Zjednoczone –  Czechy 0:3.
  - Grupa E:  Włochy –  Ghana 2:0.

## 11 czerwca
- Mistrzostwa Świata w Piłce Nożnej 2006
  - Grupa C:  Holandia –  Serbia i Czarnogóra 1:0.
  - Grupa D:  Meksyk –  Iran 3:1.
  - Grupa D:  Angola –  Portugalia 0:1.
- Koszykówka
  - Finał NBA: Dallas Mavericks – Miami Heat 99:85 (gracz meczu Dirk Nowitzki).
- Tenis – French Open 2006
  - Hiszpan Rafael Nadal obronił wywalczony przed rokiem tytuł mistrzowski, pokonując w finale Szwajcara Rogera Federera 1-6, 6-1, 6-4, 7-6 (4). Mecz trwał 3 godziny i 2 minuty.
  - Agnieszka Radwańska zdobyła drugi w karierze wielkoszlemowy tytuł w kategorii juniorek. Zwyciężczyni Wimbledonu 2005, w finale gry pojedynczej Roland Garros bezdyskusyjnie pokonała rozstawioną z nr 1 Rosjankę Anastasiję Pawluczenkową, 6-4, 6-1. Wczoraj Pawluczenkowa wygrała z Radwańską w finale debla.
- Kolarstwo szosowe
  - Critérium du Dauphiné: Thor Hushovd wygrał na finiszu w Grenoble ostatni etap tego wyścigu. Ostatecznym zwycięzcą okazał się (bez wygrania nawet jednego etapu) Amerykanin Levi Leipheimer przed Francuzem Christophe'em Moreau i Austriakiem Bernardem Kohlem.
  - Tour de Suisse: Daniele Bennati objął prowadzenie w klasyfikacji generalnej wyścigu po tym, jak finiszował na drugiej pozycji za swoim rodakiem Danielem Contrinim.

## 10 czerwca
- Mistrzostwa Świata w Piłce Nożnej 2006
  - Grupa B:  Anglia –  Paragwaj 1:0.
  - Grupa B:  Trynidad i Tobago –  Szwecja 0:0.
  - Grupa C:  Argentyna –  Wybrzeże Kości Słoniowej 2:1.
- Tenis – French Open 2006
  - Belgijka Justine Henin-Hardenne obroniła tytuł mistrzyni Roland Garros. W finale pokonała Rosjankę Swietłanę Kuzniecową 6-4, 6-4.
- Kolarstwo szosowe
  - Critérium du Dauphiné: 6. etap z Briançon do La Toussuire wygrał Hiszpan Iban Mayo przed Francuzem Christophe Moreau i swoim rodakiem, Alejandro Valverde. W generalnej klasyfikacji prowadzi Amerykanin Levi Leipheimer.
  - Tour de Suisse: 1. etap po finiszu z peletonu wygrał Belg Tom Boonen przed Włochem Daniele Bennatim i Hiszpanem Oscarem Freire.

## 9 czerwca
- Mistrzostwa Świata w Piłce Nożnej 2006
  - Prezydent Niemiec, Horst Köhler, uroczyście otworzył w Monachium finały XVIII Piłkarskich Mistrzostw Świata.
  - Grupa A:  Niemcy –  Kostaryka 4:2.
  - Grupa A:  Polska –  Ekwador 0:2.

## 8 czerwca
- Piłka nożna
  - Napastnik Olympique Lyon Sidney Govou został powołany przez selekcjonera reprezentacji Francji w miejsce kontuzjowanego w środowym sparingu Djibrila Cissé. Do drużyny przygotowującej się do piłkarskich mistrzostw świata dołączy w czwartek wieczorem.
  - Po dwóch dniach testów i badań medycznych zawodnik Pogoni Szczecin Przemysław Kaźmierczak, podpisał roczny kontrakt z portugalską Boavistą Porto.
  - Sparingi przed mundialem: Luksemburg – Ukraina 0:3.
- Koszykówka
  - Finał NBA: Dallas Mavericks – Miami Heat 90:80 (gracz meczu Jason Terry).
- Kolarstwo szosowe
  - Critérium du Dauphiné – królewski etap, z metą na Mont Ventoux wygrał Dienis Mieńszow po zaciętym pojedynku z Christophe Moreau. W generalnej klasyfikacji prowadzenie objął trzeci na mecie dzisiejszego etapu – Levi Leipheimer.
  - Bałtyk-Karkonosze Tour: Piotr Zaradny wygrał 3 etap z Wolsztyna do Żarów o długości 207 km.

## 7 czerwca
- Piłka nożna
  - Sparingi przed mundialem: Liechtenstein – Australia 1:3, Chorwacja – Hiszpania 1:2, Francja – Chiny 3:1.
- Kolarstwo szosowe
  - Zwycięzcy w poszczególnych wyścigach:
    - 3. etap Critérium du Dauphiné: David Zabriskie (Team CSC)
    - 2. etap Bałtyk-Karkonosze Tour: Bartłomiej Matysiak (Legia Bazyliszek)
    - Veenendaal-Veenendaal (1.HC): Tom Boonen (Quickstep-Innergetic)

## 6 czerwca
- Piłka nożna
  - Przygotowująca się do mistrzostw świata piłkarska reprezentacja Polski pokonała we wtorek, w meczu sparingowym w Barsinghausen, reprezentację miasta Salzgitter 12:0 (6:0).
  - Sparingi przed mundialem: Togo – Wangen 4:0.
- Kolarstwo szosowe
  - Bałtyk-Karkonosze Tour: Drugi etap z Trzebiatowa do Pyrzyc wygrał Michał Pawlyta z drużyny Legia Bazyliszek.

## 5 czerwca
- Piłka nożna
  - Napastnik piłkarskiej reprezentacji Czech, zawodnik Borussii Dortmund Jan Koller podpisał dwuletni kontrakt z francuskim zespołem AS Monaco. Szczegółów finansowych strony nie podały. W sezonie 2005/2006 AS Monaco zajęło w rozgrywkach ligi francuskiej dziesiąte miejsce.
  - Sparingi przed mundialem: Piłkarze Trynidadu i Tobago pokonali w meczu sparingowym trzecioligowy klub FC St. Pauli 2:1 (2:0); Serbia i Czarnogóra – Karyntia 6:0, Iran – region bodeński 5:0, Stany Zjednoczone – Angola 1:0, Ukraina – Libia 3:0.
- Kolarstwo szosowe
  - Critérium du Dauphiné: Niemiec Fabian Wegmann (Gerolsteiner) wygrał na etapie o długości 207 km z Annecy do Bourgoin-Jallieu. Tym samym objął prowadzenie w klasyfikacji generalnej.
  - Bałtyk-Karkonosze Tour: prolog tego wyścigu, rozegrany jako 35-kilometrowe kryterium uliczne w Trzebiatowie wygrał Jarosław Rębiewski z Knauf Team.

## 4 czerwca
- Piłka nożna
  - Sparingi przed mundialem: Holandia – Australia 1:1, Japonia – Malta 1:0, Korea Południowa – Ghana 1:3, Wybrzeże Kości Słoniowej – Słowenia 3:0, Brazylia – Nowa Zelandia 4:0, Arabia Saudyjska zwyciężyła 15-0 z jednym z regionów Niemiec.
- Kolarstwo szosowe
  - Critérium du Dauphiné: Amerykanin David Zabriskie (Team CSC) wygrał prolog tego wyścigu o długości 4,1 km rozgrywany w Annecy we Francji. Drugi na mecie był George Hincapie (Discovery), a trzeci Stuart O’Grady (CSC). Wyścig potrwa do 11 czerwca z metą w Grenoble.
- Rajdowe mistrzostwa świata
  - Rajd Grecji 2006: Zwycięzcą rywalizacji został Fin Marcus Grönholm z niemal dwu i półminutową przewagą nad drugim Francuzem Sébastienem Loebem. Trzeci był Fin Mikko Hirvonen ze stratą 4 minut. Spośród Polaków 30. pozycje zajął Michał Kościuszko, natomiast Leszek Kuzaj nie ukończył rajdu.

## 3 czerwca
- Piłka nożna
  - Reprezentacja Polski wygrała z Chorwacją 1:0 w sobotnim meczu sparingowym, będącym ostatnim oficjalnym sprawdzianem przed mistrzostwami świata.
  - Japończyk Tōru Kamikawa poprowadzi pierwszy mecz polskich piłkarzy w mistrzostwach świata w Niemczech – z Ekwadorem, 9 czerwca w Gelsenkirchen.
  - Sparingi przed mundialem: Anglia – Jamajka 6:0, Czechy – Trynidad i Tobago 3:0, Polska – Chorwacja 1:0, Szwajcaria – Chiny 4:1, Luksemburg – Portugalia 0:3, Hiszpania – Egipt 2:0, Paragwaj – Bawaria 3:0, Meksyk – Getynga 3:0.
- Koszykówka
  - NBA: Phoenix Suns – Dallas Mavericks 93:102 (gracz meczu Dirk Nowitzki).

## 2 czerwca
- Piłka nożna
  - W Katedrze polowej Wojska Polskiego rozpoczęła się w piątek o godz. 11.00 msza święta żałobna w intencji Kazimierza Górskiego, zmarłego 23 maja legendarnego trenera, twórcy sukcesów piłkarskiej reprezentacji Polski. W nabożeństwie, obok najbliższych zmarłego, uczestniczyli: prezydent Lech Kaczyński i premier Kazimierz Marcinkiewicz.
  - Sparingi przed mundialem: Togo – Liechtenstein 1:0, Tunezja – Urugwaj 0:0, Szwecja – Chile 1:1, Angola – Turcja 2:3.
- Koszykówka
  - NBA: Miami Heat – Detroit Pistons 95:78 (gracz meczu Shaquille O’Neal).

## 1 czerwca
- Piłka nożna
  - Wisła Płock podpisała w Pradze 2-letni kontrakt z czeskim piłkarzem Tomášem Doškiem.
  - Sparingi przed mundialem: Norwegia – Korea Południowa 0:0, Holandia – Meksyk 2:1.
- Koszykówka
  - NBA: Dallas Mavericks – Phoenix Suns 117:101 (gracz meczu Dirk Nowitzki).